# Saronski zaljev
Saronski zaljev (grčki: Σαρωνικός κόλπος) ili Eginski zaljev  je dio Egeja uz istočnu stranu Korintske prevlake u Grčkoj.

## Zemljopisne odlike
Zaljev se prostire između zapadne obale poluotoka Atike i istočne obale poluotoka Peloponeza. Prema jugu prostire se otvoreno more, dok je sa sjeverne strane granica zaljeva, Korintska prevlaka i istočni ulaz u Korintski kanal.
U središnjem dijelu Saronskog zaljeva nalazi se većina saronskih otoka, od kojih su tri 
najveća i najpoznatija: Salamina (na sjeveru zaljeva), Egina (u sredini zaljeva) i Poros (na jugu zaljeva). Jedini veći poluotok u zaljevu je Mecana u južnom dijelu, koja se nadovezuje na veći Peloponez.
Saronski zaljev je poznat po čestim i katastrofalnim potresima, a u povijesti je ovo područje bilo poznato po velikoj vulkanskoj aktivnosti. 
Vulkan Methana je najmlađi u tom poznatom lancu vulkana koji se veže s vulkanima na cikladskim otocima; Milos, Santorini te onom na dodekanezu Nizironu. Posljednja erupcija bila je kad se aktivirao podvodni vulkan sjeverno od Methane u 17. stoljeću.
Posljednji veći potres dogodio se u ponedjeljak 4. siječnja, 2005. kad se Saronski zaljev zatresao na potresu od 4.9 po Richterovoj ljestvici.
Saronski zaljev je svog izuzetnog položaja još od kamenog doba okružen brojnim ljudskim staništima, koja su kasnije prerasla u važne gradove, poput Atene, Korinta, Pireja. Najveća luka na obali Saronskog zaljeva je Pirej (luka grada Atene, danas zapravo spojen u jedan megagrad). U Saronskom zaljevu ostala važnija naselja su; Eleuzina, Megara, Nea Epidaurus i Glifada ( poznato ljetovalište pored Atene).
- Otok Salamina je povijesno poznat po slavnoj Bitci kod Salamine, u kojoj su Grci pobijedili Perzijance u Grčko-perzijskom ratu.

## Porijeklo naziva
Saronski zaljev je dobio je ime po kralju Saronu, liku iz grčke mitologije koji se utopio u jezeru Psifta. 